# Temporada 1998 del Campeonato de Galicia de Rally
La temporada 1998 fue la edición 20º del Campeonato de Galicia de Rally. Comenzó el 18 de abril y terminó el 15 de noviembre en el Rally San Froilán.

## Calendario
| N.º | Fecha              | Rally                    | Resultados |
| --- | ------------------ | ------------------------ | ---------- |
| 1   | 18-19 de abril     | 15.º Rally de Noia       | Resultados |
| 2   | 23 de mayo         | 12.º Rally Botafumeiro   | Resultados |
| 3   | 6 de junio         | 3.º Rally do Cocido      | Resultados |
| 4   | 11 de julio        | 11.º Rally Narón Indunor | Resultados |
| 5   | 22 de agosto       | 7.º Rally do Albariño    | Resultados |
| 6   | 18 de septiembre   | 29.º Rally de Ferrol     | Resultados |
| 7   | 24 de octubre      | 32.º Rally do Lacón      | Resultados |
| 8   | 13-15 de noviembre | 20.º Rallye San Froilán  | Resultados |

## Clasificación
| Pos. | Piloto            | 1 NOI | 2 BOT | 3 COC | 4 NAR | 5 ALB | 6 FER | 7 LAC | 8 LUG | Ptos. |
| ---- | ----------------- | ----- | ----- | ----- | ----- | ----- | ----- | ----- | ----- | ----- |
| 1.   | Germán Castrillón | 1     | 1     |       | 1     | 2     | 2     |       | Ret   |       |
| 2.   | Pedro Burgo       |       |       | 3     | 4     |       |       |       | 6     |       |
|      | Javier Paz        |       | Ret   | 1     |       |       |       | 1     |       |       |
|      | Manuel Senra      | Ret   | Ret   |       | 2     |       | 1     | Ret   |       |       |
|      | Javier Piñeiro    |       |       |       |       | 1     |       |       |       |       |
|      | Toño Villar       | 2     | 2     | 2     | Ret   |       |       | 2     |       |       |
|      | Miguel Dopico     |       |       |       | 3     |       | 3     |       |       |       |